# En himla många låtar
En himla många låtar är en sångbok med noter, text och ackordananlys - samt inledande text för varje låt från produktioner med Galenskaparna och After Shave. 
Boken är utgiven 1994 på Warner/Chappel Music Scandinavia AB.
Följande låtar ur följande produktioner finns i boken:
Skruven är lös
- Skruven är lös -C Eriksson
- Bara sport [Flerstämmig] -sv text: C Eriksson

Träsmak
- Borås, Borås -sv text: K Agnred, P Fritzell, P Rangmar, J Rippe
- Säng, säng, säng [Flerstämmig] -sv text: C Eriksson
- Den härliga smaken av trä - C Eriksson

Cyklar
- Början [Flerstämmig] -sv text: C Eriksson
- Under en filt i Madrid - C Eriksson
- Cyklar - C Eriksson
- Bocken - C Eriksson

Macken - C Eriksson
- Macken
- Husvagn
- Truckdriving song
- Har du gått din sista mil?
- Det är vattenpumpen, Gerd
- Konfirmationspresenten
- Gôtt å leva
- Kärlek är större än bilar
- Egentligen

Leif - en kanonfilm - C Eriksson
- Rotums paradmarsch [Flerstämmig]
- Kväll i en svensk idyll
- Dröm om kärlek
- Frid och fred och fröjd
- Kanondag i Rotum

Stinsen brinner - C Eriksson
- Tågtokig
- Pappa jag vill ha en italienare
- Sörens sång [Flerstämmig]
- Jerrys tunga sång
- Min broder och jag och polisen
- Axels visa vals

Hajen som visste för mycket - C Eriksson
- Haj, haj, haj
- Bulle med sylt
- Himmelen har skänkt oss alibi
- Kung av ett sobert kaos

En himla många program
- Turderlands hymn och nationalsång - C Falk, C Eriksson
- Bengt-Erik Grahn -sv text: J Rippe
- Inte tråkigt alls - K Agnred
- Sill - sv text: C Eriksson
- Vi hissar mesanen - K Agnred
- Naturen har vaknat - K Agnred
- Det görs alldeles för mycket musik - C Eriksson
- Små gröna män - K Agnred, C Eriksson

Grisen i säcken - C Eriksson
- Frisörens sång [Flerstämmig]
- En ensam svan
- Mitt lilla rugbylag
- Överraskningarnas man
- Grisen i säcken

Tornado - en tittarstorm- C Eriksson, C Falk
- Den offentliga sektorns rap

Bara ben
Fiskvisan - K Agnred
Min inspiration - K Agnred
Kolla å kolla - text: K Agnred